# Viktor Globočnik
Viktor Globočnik, slovenski pravnik in politik, * 3. maj 1852, Tržič, † 4. marec 1898, Kranj. 
Po končanem študiju prava je služboval v različnih krajih Kranjske (Ljubljana, Stična, Vrhnika, Kranj). V Kranju je bil med ustanovitelji in dosmrtni predsednik Mestne hranilnice. V družbi Jurčiča, Kersnika in Polca je postal zaveden Slovenec. V 9. sklicu deželnega zbora je od leta 1895 do smrti zastopal mestni volivni okraj Kranj–Škofja Loka, bil član in poročevalec upravnega odseka, se zavzel za cestne in železniške interese svojega volilnega okraja, zlasti za železnico Kranj - Tržič in Divača (odnosno Trst–Gorica) –Škofja Loka–Kranj–Ljubelj–Celovec proti progi Trst–Bohinj–Jesenice.